# Liga I 2013-14
La Liga I 2013-14 fue la 96.ª temporada de la Liga I, la primera división del sistema de ligas del fútbol rumano. La temporada comenzó el 19 de julio de 2013 y terminará el 21 de mayo de 2014. El Steaua București es el vigente campeón.
Rumania subió del 22 al 18 puesto en el coeficiente UEFA al final de la temporada 2012-13 y el campeón de la Copa de Rumania 2013-14 comenzará en la tercera ronda de clasificación de la Europa League en lugar de segunda ronda de clasificación. Los campeones de Liga I aún entrarán en la segunda ronda previa de la Liga de Campeones de la UEFA 2014-15, el segundo equipo clasificado entrará en la segunda ronda previa de la UEFA Europa League 2014-15, pero el tercer equipo clasificado entrará en la segunda ronda de clasificación en lugar de la primera ronda de clasificación.

## Ascensos y descensos
| Pos. | Descendidos de la Liga I 2012-13 |
| ---- | -------------------------------- |
| 8.º  | Rapid Bucureşti                  |
| 16.º | Turnu Severin                    |
| 17.º | CSMS Iaşi                        |
| 18.º | Gloria Bistrița                  |

| Pos. | Ascendidos de la Liga II 2012-13 |
| ---- | -------------------------------- |
| 1.º  | Botosani (Serie I)               |
| 1.º  | Corona Braşov (Serie II)         |
| 2.º  | Săgeata Năvodari (Serie I)       |
| 2.º  | Politehnica Timișoara (Serie II) |

## Sistema de competición
Los 18 equipos participantes juegan entre sí todos contra todos dos veces totalizando 34 partidos cada uno. Al término de la jornada 34, el primer clasificado se coronó campeón y obtuvo un cupo para la Segunda ronda de la Liga de Campeones 2014-15, el segundo y el tercer clasificado obtuvieron un cupo para la Segunda ronda de la Liga Europa de la UEFA 2014-15. Por otro lado, los cuatro últimos clasificados descendieron a la Liga II 2014-15.
Un tercer cupo para la Tercera ronda de la Liga Europa de la UEFA 2014-15 fue asignado al campeón de la Copa de Rumania.

## Equipos
Los últimos cuatro equipos de la temporada 2012-13 descendieron a Liga II. Gloria Bistrița, Turnu Severin y CSM Studențesc Iași perdieron la categoría después de sólo una temporada en la primera división, mientras que CS Concordia Chiajna regresó a Liga II después de dos años.
Además, en un principio otros dos equipos fueron descendidos administrativamente porque no obtuvieron una licencia para la temporada 2013-14 de Liga I: Rapid Bucureşti y U Cluj. Sin embargo, el 5 de julio de 2013, el Tribunal de Arbitraje Deportivo (TAS) confirmó la apelación de U Cluj, por lo que decidió que el U Cluj permaneciese en la Liga I. Además, la Federación Rumana de Fútbol anunció un partido de promoción entre el Rapid Bucureşti y Concordia Chiajna por la última plaza para la temporada 2013-14. El play-off se jugó el 13 de julio de 2013 y el Rapid ganó el partido, 2-1, en la prórroga. La decisión de la FRF fue impugnada por Concordia al TAS. Finalmente, el 2 de agosto el TAS falló en favor del Concordia Chiajna y decidió que el Rapid bajaría a Liga II. Los resultados de los partidos jugados por el Rapid ante el Viitorul y Vaslui quedaron cancelados.
Los dos primeros equipos de cada una de las dos divisiones de la Liga II 2012-13 ascendieron a Liga I. El FC Botoşani ascendió como ganadores de Seria I. Es su primera temporada en Liga I y la primera vez en la historia que un equipo del condado de Botoşani juega en la primera liga. Los otros tres equipos son, también, debutantes en Liga I: Săgeata Năvodari, subcampeón de la Seria I, y Corona Braşov y ACS Poli Timișoara desde Seria II. El ACS Poli Timișoara es considerado el club sucesor del histórico FC Politehnica Timișoara, y el club se formó trasladándose desde el ACS Recaş a Timişoara en el verano de 2012.

### Estadios y ciudades
| Club                  | Ciudad       | Estadio                            | Capacidad |
| --------------------- | ------------ | ---------------------------------- | --------- |
| Astra Giurgiu         | Giurgiu      | Stadionul Marin Anastasovici       | 7 000     |
| Botosani              | Botoșani     | Stadionul Municipal (Botoșani)     | 12 000    |
| Brasov                | Brașov       | Stadionul Silviu Ploeşteanu        | 8 800     |
| Ceahlăul Piatra Neamț | Piatra Neamț | Stadionul Ceahlăul                 | 18 000    |
| CFR Cluj              | Cluj-Napoca  | Stadionul Dr. Constantin Rădulescu | 23 500    |
| Concordia Chiajna     | Chiajna      | Stadionul Concordia                | 5 123     |
| Corona Brașov         | Brașov       | Stadionul Silviu Ploeşteanu        | 8 800     |
| Dinamo București      | Bucarest     | Arena Națională                    | 55 611    |
| Gaz Metan Mediaș      | Mediaș       | Stadionul Gaz Metan                | 7 814     |
| Oțelul Galați         | Galați       | Stadionul Oțelul                   | 13 500    |
| Pandurii Târgu Jiu    | Târgu Jiu    | Stadionul Tudor Vladimirescu       | 9 200     |
| Petrolul Ploiești     | Ploiești     | Stadionul Ilie Oană                | 15 500    |
| Poli Timișoara        | Timişoara    | Stadionul Dan Păltinişanu          | 32 972    |
| Săgeata Năvodari      | Constanța    | Stadionul Farul                    | 15 500    |
| Steaua București      | Bucarest     | Arena Națională                    | 55 611    |
| Universitatea Cluj    | Cluj-Napoca  | Cluj Arena                         | 30 335    |
| Vaslui                | Vaslui       | Stadionul Municipal (Vaslui)       | 9 240     |
| Viitorul Constanța    | Constanța    | Stadionul Concordia                | 5 123     |

### Cuerpo técnico y uniformes
| Equipo                | Entrenador           | Capitán             | Firma deportiva | Patrocinador            |
| --------------------- | -------------------- | ------------------- | --------------- | ----------------------- |
| Astra Giurgiu         | Daniel Isăilă        | Andrei Mureșan      | Puma            | InterAgro               |
| Brașov                | Cornel Țălnar        | Cristian Ionescu    | Puma            | Roman                   |
| Botoșani              | Leontin Grozavu      | Ciprian Dinu        | Legea           | Elsaco                  |
| Ceahlăul Piatra Neamț | Marin Barbu          | Bojan Golubović     | Masita          | SuperBet                |
| CFR Cluj              | Vasile Miriuță       | Cadú                | Joma            | Look TV                 |
| Concordia Chiajna     | Marius Șumudică      | Cristian Melinte    | Masita          | —                       |
| Corona Brașov         | Dan Bona             | Ion Coman           | Uhlsport        | —                       |
| Dinamo București      | Flavio Estoico       | Cosmin Matei        | Nike            | Orange                  |
| Gaz Metan Mediaș      | Cristian Dulca       | Cristian Todea      | Joma            | RomGaz                  |
| Oțelul Galați         | Ewald Lienen         | Gabriel Giurgiu     | Masita          | Astra Asigurări         |
| Pandurii Târgu Jiu    | Petre Grigoras       | Paraskevas Christou | Erreà           | CEO                     |
| Petrolul Ploiești     | Răzvan Lucescu       | Adrian Mutu         | Puma            | —                       |
| ACS Poli Timișoara    | Dan Alexa            | Ovidiu Petre        | Macron          | —                       |
| Săgeata Năvodari      | Cătălin Anghel       | Ousmane N'Doye      | Nike            | Primăria Năvodari       |
| Steaua București      | Laurențiu Reghecampf | Mihai Pintilii      | Nike            | —                       |
| Universitatea Cluj    | Mihai Teja           | Zsolt Szilágyi      | Nike            | —                       |
| Vaslui                | Mihai Teja           | Mike Temwanjera     | Adidas          | New Holland Agriculture |
| Viitorul Constanța    | Bogdan Vintilă       | Nicolae Dică        | Puma            | BRD                     |

## Tabla de posiciones
| Pos. | Equipo                | Pts. | PJ | G  | E  | P  | GF | GC | Dif. | Clasificación y descenso 2014–15      |
| ---- | --------------------- | ---- | -- | -- | -- | -- | -- | -- | ---- | ------------------------------------- |
| 1    | Steaua Bucureşti (C)  | 77   | 34 | 22 | 11 | 1  | 71 | 20 | +51  | Segunda ronda de la Liga de Campeones |
| 2    | Astra Giurgiu         | 72   | 34 | 22 | 6  | 6  | 70 | 28 | +42  | Tercera ronda de la Liga Europa       |
| 3    | Petrolul Ploieşti     | 68   | 34 | 18 | 14 | 2  | 53 | 20 | +33  | Segunda ronda de la Liga Europa       |
| 4    | Dinamo Bucureşti      | 59   | 34 | 17 | 8  | 9  | 52 | 34 | +18  |                                       |
| 5    | CFR Cluj              | 51   | 34 | 13 | 12 | 9  | 44 | 33 | +11  | Segunda ronda de la Liga Europa       |
| 6    | Vaslui                | 51   | 34 | 15 | 6  | 13 | 38 | 32 | +6   | Descenso a Liga IV 2014-15            |
| 7    | Pandurii Târgu Jiu    | 50   | 34 | 14 | 8  | 12 | 59 | 39 | +20  |                                       |
| 8    | Botosani              | 43   | 34 | 12 | 7  | 15 | 36 | 52 | −16  |                                       |
| 9    | Ceahlăul Piatra Neamţ | 41   | 34 | 10 | 11 | 13 | 27 | 41 | −14  |                                       |
| 10   | Oţelul Galaţi         | 41   | 34 | 12 | 5  | 17 | 43 | 52 | −9   |                                       |
| 11   | Universitatea Cluj    | 40   | 34 | 11 | 7  | 16 | 29 | 46 | −17  |                                       |
| 12   | Viitorul Constanța    | 40   | 34 | 10 | 10 | 14 | 29 | 50 | −21  |                                       |
| 13   | Gaz Metan Mediaş      | 39   | 34 | 10 | 9  | 15 | 32 | 38 | −6   |                                       |
| 14   | Concordia Chiajna     | 39   | 34 | 10 | 9  | 15 | 34 | 47 | −13  |                                       |
| 15   | Braşov                | 38   | 34 | 9  | 11 | 14 | 32 | 50 | −18  |                                       |
| 16   | Poli Timișoara        | 38   | 34 | 10 | 8  | 16 | 26 | 42 | −16  | Descenso a Liga II 2014-15            |
| 17   | Săgeata Năvodari      | 38   | 34 | 10 | 8  | 16 | 32 | 54 | −22  | Descenso a Liga II 2014-15            |
| 18   | Corona Brasov         | 14   | 34 | 2  | 8  | 24 | 20 | 69 | −49  | Descenso a Liga II 2014-15            |

Actualizado a los partidos jugados el 21 de mayo de 2014.
 Fuente: FRF, Soccerway
Notas:
1. ↑  Tras ganar la Copa de Rumanía 2013-14, el Astra Giurgiu obtuvo un cupo para la Tercera ronda de la Liga Europa 2014-15, el cupo para la Segunda ronda hubiera recaído en el cuarto clasificado, pero Dinamo Bucureşti no consiguió una licencia,[9] por lo tanto, CFR Cluj toma su lugar.
2. ↑  Vaslui no obtuvo una licencia por razones financieras,[10] por lo tanto, Braşov se libra del descenso.

## Resultados
| Local \ Visitante     | AST | BOT | BRA | CEA | CFR | CON | COR | DIN | GAZ | OȚE | PAN | PET | POL | SĂG | STE | UNI | VAS | VIT |
| --------------------- | --- | --- | --- | --- | --- | --- | --- | --- | --- | --- | --- | --- | --- | --- | --- | --- | --- | --- |
| Astra Giurgiu         | —   | 5–0 | 3–0 | 0–0 | 1–0 | 1–0 | 3–0 | 2–1 | 3–1 | 1–1 | 2–0 | 1–2 | 5–1 | 2–0 | 1–1 | 3–1 | 1–0 | 2–0 |
| Botosani              | 0–2 | —   | 2–1 | 0–1 | 0–0 | 0–2 | 3–1 | 1–2 | 2–2 | 3–1 | 3–2 | 1–2 | 1–0 | 1–1 | 1–2 | 1–1 | 1–0 | 3–1 |
| Braşov                | 2–1 | 1–2 | —   | 1–0 | 0–0 | 3–1 | 1–0 | 2–0 | 0–0 | 1–3 | 3–5 | 1–1 | 2–1 | 1–1 | 1–2 | 0–0 | 1–1 | 4–0 |
| Ceahlăul Piatra Neamţ | 0–2 | 0–0 | 1–1 | —   | 0–1 | 3–1 | 3–0 | 0–1 | 0–1 | 2–0 | 1–0 | 0–0 | 1–0 | 2–1 | 0–2 | 1–1 | 2–0 | 0–0 |
| CFR Cluj              | 0–0 | 3–1 | 1–0 | 2–0 | —   | 1–1 | 1–0 | 1–0 | 3–1 | 7–2 | 1–1 | 1–1 | 2–2 | 6–1 | 0–1 | 1–2 | 0–0 | 2–1 |
| Concordia Chiajna     | 3–1 | 1–1 | 1–0 | 2–0 | 0–0 | —   | 1–0 | 1–3 | 1–0 | 1–1 | 1–5 | 0–0 | 2–1 | 4–0 | 1–4 | 1–1 | 0–1 | 1–2 |
| Corona Brasov         | 2–5 | 1–2 | 1–2 | 1–0 | 2–2 | 2–2 | —   | 1–1 | 1–2 | 0–1 | 1–1 | 0–3 | 0–0 | 0–0 | 1–1 | 0–2 | 2–1 | 0–4 |
| Dinamo Bucureşti      | 2–0 | 1–0 | 2–1 | 1–1 | 0–3 | 2–1 | 1–0 | —   | 1–0 | 3–1 | 2–3 | 1–1 | 4–0 | 4–1 | 1–2 | 6–0 | 2–0 | 1–2 |
| Gaz Metan Mediaş      | 0–0 | 1–2 | 1–1 | 3–1 | 2–0 | 1–0 | 1–0 | 1–1 | —   | 0–2 | 0–1 | 1–0 | 0–1 | 1–2 | 2–2 | 2–1 | 1–1 | 4–0 |
| Oţelul Galaţi         | 0–4 | 2–1 | 1–0 | 0–1 | 0–1 | 2–0 | 2–1 | 1–2 | 1–1 | —   | 1–0 | 1–2 | 1–0 | 0–1 | 1–1 | 2–1 | 1–2 | 4–1 |
| Pandurii Târgu Jiu    | 1–3 | 6–1 | 3–1 | 1–1 | 0–1 | 0–1 | 5–0 | 2–1 | 1–2 | 2–1 | —   | 0–1 | 0–1 | 0–0 | 1–1 | 3–0 | 1–2 | 1–1 |
| Petrolul Ploieşti     | 1–1 | 3–0 | 0–0 | 1–1 | 3–2 | 3–0 | 2–0 | 2–2 | 2–0 | 2–0 | 1–1 | —   | 0–0 | 3–0 | 0–0 | 2–0 | 3–0 | 3–0 |
| Poli Timișoara        | 1–2 | 0–1 | 0–1 | 1–1 | 1–0 | 1–0 | 0–0 | 2–0 | 2–1 | 1–0 | 2–3 | 0–3 | —   | 1–1 | 0–0 | 1–2 | 0–2 | 0–0 |
| Săgeata Năvodari      | 3–4 | 1–0 | 0–0 | 0–2 | 2–1 | 4–0 | 1–0 | 0–1 | 1–0 | 2–1 | 0–4 | 2–3 | 1–2 | —   | 1–2 | 1–0 | 0–1 | 3–1 |
| Steaua Bucureşti      | 3–1 | 4–0 | 3–0 | 2–1 | 3–0 | 4–0 | 3–0 | 1–1 | 3–0 | 2–2 | 2–2 | 1–1 | 3–0 | 5–0 | —   | 2–0 | 0–1 | 4–0 |
| Universitatea Cluj    | 1–0 | 2–1 | 2–0 | 1–1 | 0–0 | 0–3 | 3–2 | 0–1 | 1–0 | 1–0 | 0–3 | 0–1 | 1–2 | 1–1 | 0–1 | —   | 1–0 | 3–1 |
| Vaslui                | 1–4 | 0–1 | 1–0 | 3–0 | 4–0 | 1–0 | 8–1 | 1–1 | 1–0 | 1–4 | 1–0 | 1–1 | 1–0 | 1–0 | 0–1 | 2–0 | —   | 0–1 |
| Viitorul Constanța    | 0–4 | 0–0 | 0–0 | 1–0 | 1–1 | 1–1 | 1–0 | 0–0 | 0–0 | 4–3 | 0–1 | 2–0 | 1–2 | 0–0 | 0–3 | 1–0 | 2–0 | —   |

## Goleadores
| Rank | Jugador                    | Club                  | Goles |
| ---- | -------------------------- | --------------------- | ----- |
| 1    | Liviu Antal                | Vaslui                | 15    |
| 2    | Valentin Lemnaru           | Universitatea Cluj    | 13    |
| 2    | Constantin Budescu         | Astra Giurgiu         | 13    |
| 4    | Szabolcs Székely           | Poli Timișoara        | 11    |
| 4    | Eric Pereira1              | Pandurii Târgu Jiu    | 11    |
| 6    | Bojan Golubović            | Ceahlăul Piatra Neamț | 10    |
| 6    | Federico Piovaccari        | Steaua București      | 10    |
| 6    | Juan Ángel Albín           | Petrolul Ploiești     | 10    |
| 6    | Marquinhos Carioca         | Oțelul Galați         | 10    |
| 6    | Alex dos Santos Gonçalves  | Pandurii Târgu Jiu    | 10    |
| 6    | Wellington Carlos da Silva | Concordia Chiajna     | 10    |